# Prawo naprawdę wielkich liczb
Prawo naprawdę wielkich liczb – twierdzenie z pogranicza statystyki i psychologii, które mówi, że dla wystarczająco wielkiej liczby prób każde niezwykłe (czyli bardzo rzadkie w każdej pojedynczej próbie) zdarzenie jest (niemal) pewne (najczęściej chodzi o poza-przyczynowe: zbiegi okoliczności, czy też o pozorne korelacje). Jego autorami są Persi Diaconis i Frederick Mosteller.
Związane jest z faktem, że ludzie często nie uznają za warte zauważenia, gdy zachodzą zdarzenia prawdopodobne, czyli mieszczące się w wyidealizowanym modelu, a wyolbrzymiają zdarzenia nieprawdopodobne i zauważają je bardziej, niż wynika to z pełniejszego rachunku prawdopodobieństwa. Być może są to zdarzenia praktycznie niepowtarzalne, bądź objawiające się pewnym powiązaniem, ale tylko pozornym skorelowaniem, więc zwykle nie są w zainteresowaniu przyczynowo-skutkowych teorii naukowych, a z powodu znacznej łącznej liczby takich pozornych korelacji przynosić mogą równocześnie raczej problem zaciemnienia danych. Prawo to wykorzystuje się do podważania i obalania niektórych pseudonaukowych hipotez. Z tego powodu bywa, jak i jego aplikowanie, podważane i krytykowane przez naukowców skrajnych (np. wierzących w zjawiska paranormalne).
Prawo łączy się z tym, że mała niepewność/błąd oceny warunków początkowych (np. przybliżenie czy - nawet pomijalne dla każdej pojedynczej próby - niedoszacowanie prawdopodobieństwa) wyidealizowanego modelu może narastać po pewnej (być może znacznej) liczbie kolejnych prób powodując jego odbieganie od rzeczywistości i np. konieczność zmiany modelującego dane zjawisko rozkładu prawdopodobieństwa (porównaj też: efekt motyla, David Hand nazywa to "prawem dźwigni prawdopodobieństwa" i łączy m.in. z prawem naprawdę wielkich liczb w tzw. "zasadę nieprawdopodobieństwa").

## Przykłady
1. Zachodzi przy ocenie, że jest możliwe wybranie elementów z zakresu osobliwych/nieprawdopodobnych (dla małej liczby prób) percentyli przy wystarczająco wielkiej liczbie prób.
2. W uproszczonym przykładzie zachodzenia prawa załóżmy, że prawdopodobieństwo danego zdarzenia wynosi 0,1% w pojedynczej próbie. Wówczas prawdopodobieństwo, że to mało możliwe zdarzenie nie zajdzie w pojedynczej próbie, wynosi 99,9% = 0,999.
Jednakże już dla 1000 niezależnych prób prawdopodobieństwo, że to zdarzenie nie zajdzie w żadnej z nich wynosi tylko {\displaystyle 0{,}999^{1000},} czyli w przybliżeniu 36,8%.
Prawdopodobieństwo, że zdarzenie zachodzi co najmniej raz na 1000 prób wyniesie wówczas {\displaystyle 1-0{,}999^{1000},} w przybliżeniu 0,632, czyli 63,2%.
Prawdopodobieństwo, że zdarzenie zachodzi co najmniej raz na 10000 prób wyniesie {\displaystyle 1-0{,}999^{10000}\approx 0{,}99995=99{,}995\%.}
To oznacza, że „mało możliwe zdarzenie” (0,1% w pojedynczej próbie) charakteryzuje się prawdopodobieństwem zajścia około 63,2%, jeśli przeprowadzimy 1000 prób, lub ponad 99,9% dla 10000 prób. Innymi słowy, wysoce nieprawdopodobne – w jednej próbie – zdarzenie zajdzie (niemal) na pewno, jeśli rozważymy wystarczająco wielką liczbę prób.